# Томас Гайс

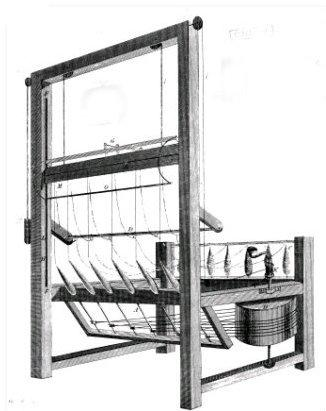
Станок Томаса Гайса.

Томас Гайс (1718–1803) з Лі, Ланкашир, був виробником бавовночесальних і прядильних машин у 1780-х роках, під час промислової революції. Він відомий тим, що отримав патенти на прядильну машину (винайдену Джеймсом Гаргрівзом), чесальний верстат і дросель  (машина для безперервного скручування та намотування вовни).

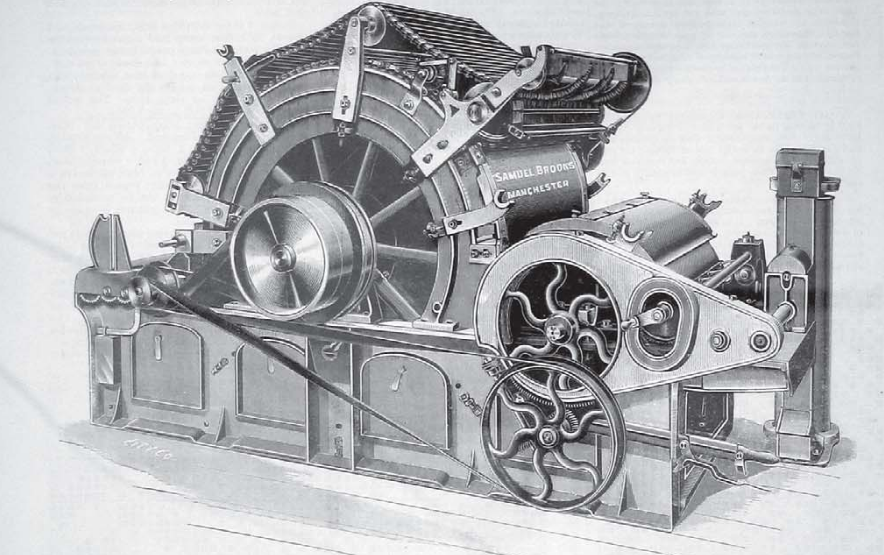
Перша прядильна машина.

## Життя і творчість
Томас Гайз, іноді написаний як Томас Гейс, народився в Лі, Ланкашир, у 1718 році і прожив там більшу частину свого життя. 
Він одружився з Сарою Мосс 23 лютого 1747 року в парафіяльній церкві Лі. Через п’ять років після одруження він зацікавився бавовнопрядильним обладнанням і між 1763 і 1764 роками працював над виробництвом прядильного двигуна з Джоном Кеєм, годинниковим майстром , який на той час був його близьким сусідом. Між 1766 і 1767 роками він відкрив метод прядіння за допомогою роликів, подібний до того, який запатентували Льюїс Пол і Джон Вятт, і найняв Джона Кея, щоб допомогти йому з конструюванням механізму.
Він винайшов чесальний двигун у 1773 році, а також винайшов покращений подвійний прядильний двигун.